# Parasymbellia wintreberti
Parasymbellia wintreberti är en insektsart som beskrevs av Marius Descamps 1971. Parasymbellia wintreberti ingår i släktet Parasymbellia och familjen Euschmidtiidae. Inga underarter finns listade i Catalogue of Life.